# Retrato de Raquel Meller
Retrato de Raquel Meller es un cuadro del pintor español Joaquín Sorolla, terminado en 1918. Está realizado en óleo sobre lienzo, y tiene un tamaño de 125 x 100 cm. Se encuentra en el Museo Sorolla, en Madrid. 
El retrato muestra a la cantante, actriz y cupletista española Raquel Meller.